# Paul Kolader
Paul August Richenel Kolader (Paramaribo, 3 november 1897 – 22 juli 1975) was een Surinaams politicus.
Hij was onderwijzer en zat van 1949 tot 1955 voor de Nationale Partij Suriname (NPS) in de Staten van Suriname. Hij is daar ook fractievoorzitter geweest maar verliet in 1955 die partij. Hij stapte met andere ontevreden NPS-politici over naar de Surinaamse Democratische Partij (SDP) van David Findlay. In dat jaar won het Eenheidsfront (waarvan de SDP deel uitmaakte) de verkiezingen waarop Kolader benoemd werd tot minister van Sociale Zaken. Nadat minister Rens van Onderwijs en Volksontwikkeling in 1956 vanwege gezondheidsproblemen ontslag verleend was, was Kolader bovendien een jaar lang waarnemend minister van Onderwijs en Volksontwikkeling. Bij de verkiezingen van 1958 kwam de NPS sterk terug en de SDP verloor alle zetels waarmee een einde kwam aan aan zijn politieke loopbaan. Vanaf 1958 was hij vijf jaar directeur van het Cultureel Centrum Suriname (CCS). Kolader overleed in 1975 op 77-jarige leeftijd.